# 托普拉河畔弗拉諾夫區

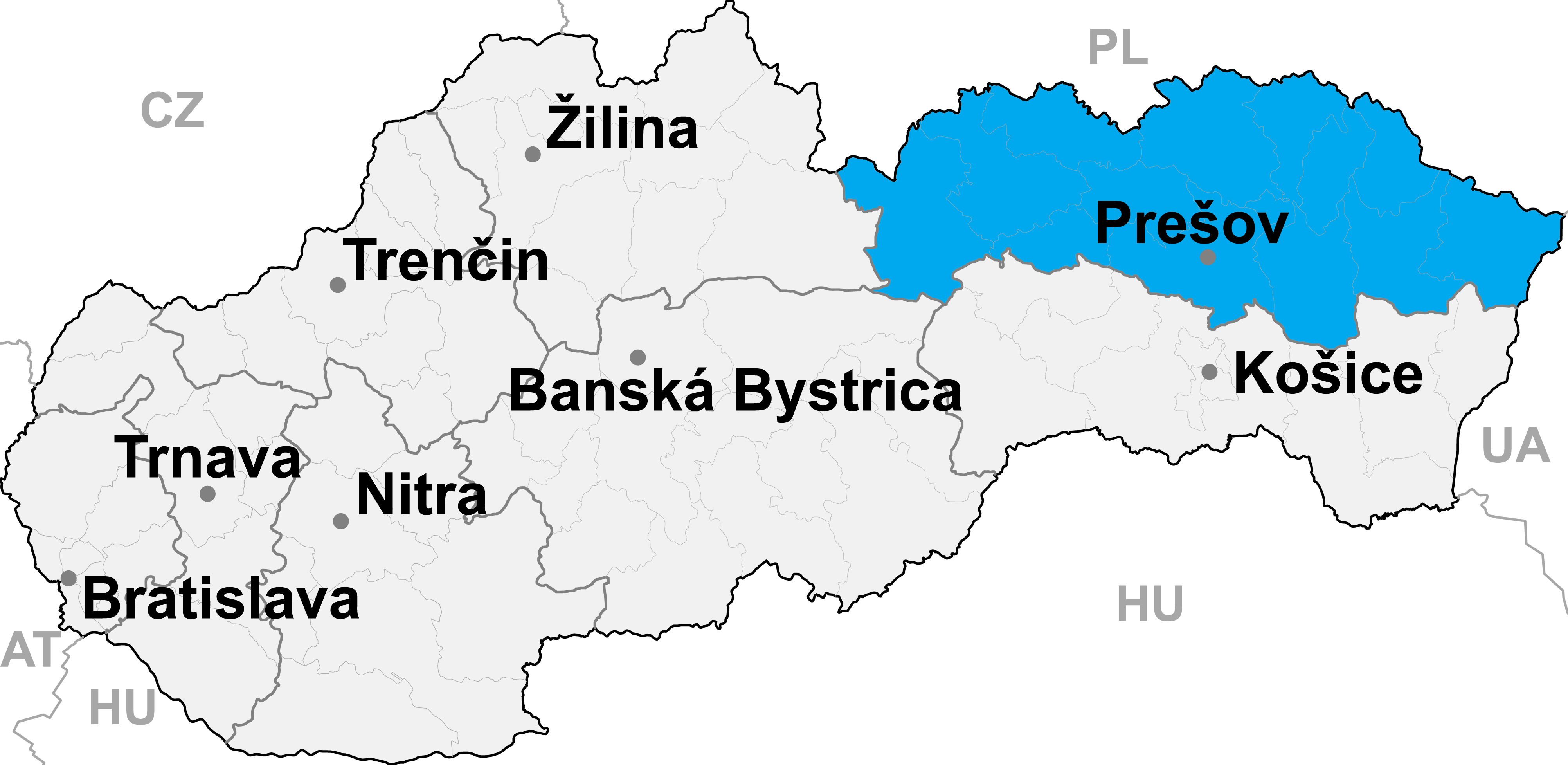

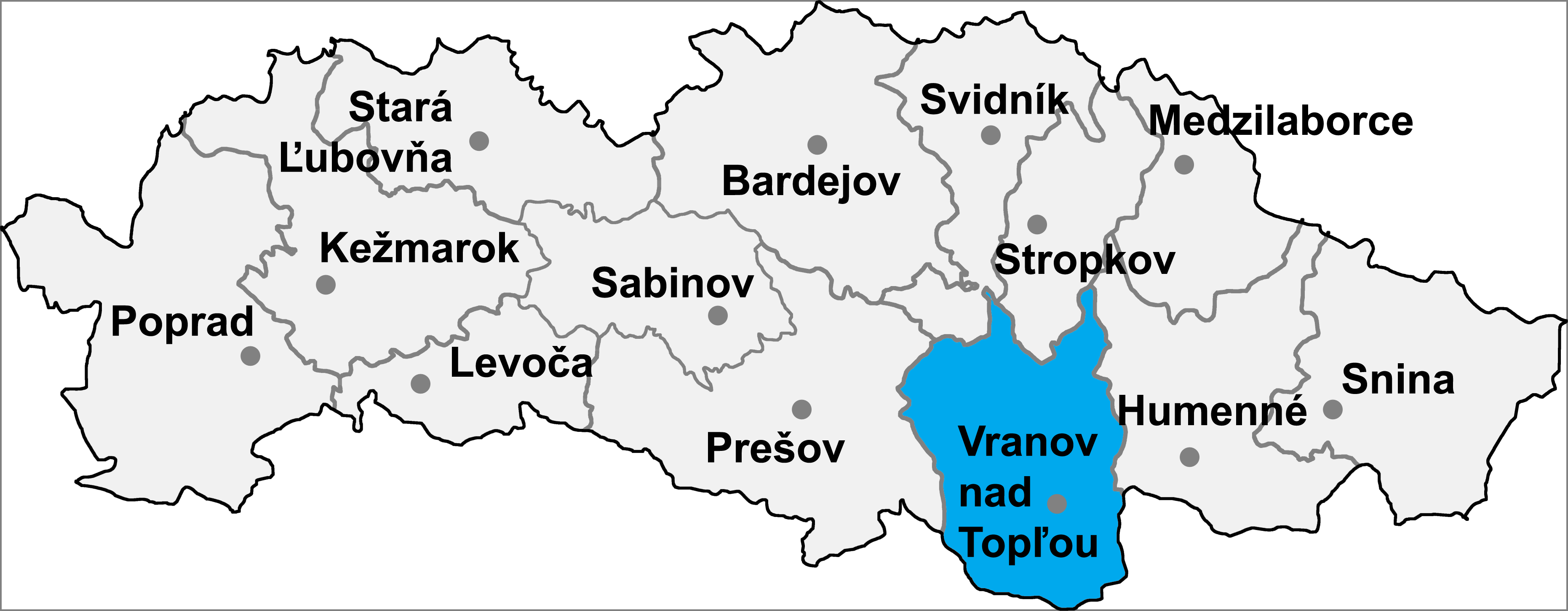

48°53′25″N 21°40′59″E / 48.89028°N 21.68306°E
托普拉河畔弗拉諾夫區，是斯洛伐克的一個區，位於該國東部，由普雷紹夫州負責管轄，面積769平方公里，2001年該區人口76,504，人口密度每平方公里99人。